# Marie Oberdieck

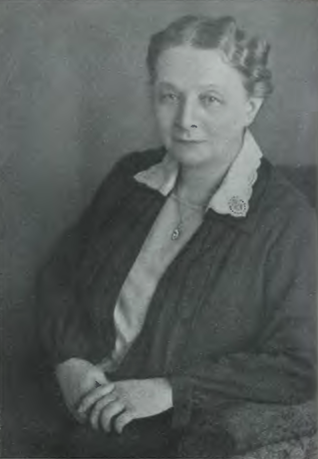
Marie Oberdieck (um 1934)

Marie Oberdieck (* 7. Dezember 1867 in Breslau; † 20. August 1954 in Beyernaumburg) war eine deutsche Schriftstellerin, die ihre Werke vorwiegend in schlesischer Mundart verfasste.

## Leben
Oberdieck wurde als Tochter eines Gymnasiallehrers in Breslau geboren. Beide Elternteile stammten aus der Provinz Hannover, wo Oberdieck zusammen mit ihren Geschwistern oft ihre Ferien verbrachte und die Städte Elze und Jeinsen besuchte. 
Von Ostern 1884 bis 1886 besuchte Oberdieck das Lindnersche Lehrerseminar in Breslau, das sie mit einer Lehrbefähigung als wissenschaftliche Lehrerin für Höhere Töchterschulen abschloss. Sie wurde als Lehrerin an Privatschulen in Breslau angestellt, musste diesen Beruf jedoch später aus gesundheitlichen Gründen aufgeben. Infolgedessen wandte sie sich dem Schreiben zu und veröffentlichte Werke vor allem in schlesischer Mundart.

## Werke
- Balsamindel (Gedichte und Erzählungen in schlesischer Mundart, 1902)
- Summer- und Wintersoat (Erzählungen und Gedichte in schlesischer Mundart, 1903)
- Sonnenwende (Hochdeutsche Gedichte, 1906)
- Tust de mitte? (Erzählungen und Gedichte in schlesischer Mundart, 1907)
- Der Verdacht (Einakter, 1911)
- Schlesische Spinnstube (1920)
- Novellen aus Kudowa und Verse (1932)
- Über deinem Grabe (Gedichte, 1935)